# Młodzieżowe Indywidualne Mistrzostwa Szwecji na Żużlu 1994
Młodzieżowe Indywidualne Mistrzostwa Szwecji na Żużlu 1994 – cykl turniejów żużlowych, mających wyłonić najlepszych szwedzkich żużlowców w kategorii do 21 lat, w sezonie 1994. Tytuł wywalczył Daniel Andersson.

## Finał
- Eskilstuna, 24 września 1994

| Msc. | Zawodnik          | Klub        | Pkt   |  |  |
| ---- | ----------------- | ----------- | ----- |  |  |
| 1    | Daniel Andersson  | Getingarna  | 14    |  |  |
| 2    | Marcus Andersson  | Bysarna     | 13 +3 |  |  |
| 3    | Robert Eriksson   | Valsarna    | 13 +2 |  |  |
| 4    | Frank Richt       | Smederna    | 13 +1 |  |  |
| 5    | Kenny Olsson      | Gamarna     | 9     |  |  |
| 6    | Patrik Dybeck     | Masarna     | 8     |  |  |
| 7    | Anders Henriksson | Vetlanda    | 8     |  |  |
| 8    | Per Wester        | Valsarna    | 7     |  |  |
| 9    | Tomas Olsson      | Ornarna     | 7     |  |  |
| 10   | Emil Lindqvist    | Rospiggarna | 6     |  |  |
| 11   | Björn Gustavsson  | Vetlanda    | 6     |  |  |
| 12   | Rickard Karlsson  | Karlstad    | 5     |  |  |
| 13   | Stefan Hjerne     | Rospiggarna | 4     |  |  |
| 14   | Peter I. Karlsson | Indianerna  | 3     |  |  |
| 15   | Johan Andersson   | Vargarna    | 2     |  |  |
| 16   | rez. Magnus Woss  | Filbyterna  | 2     |  |  |
| 17   | Thomas Karlsson   | Indianerna  | 0     |  |  |